# Acanthocercus adramitanus
Acanthocercus adramitanus es una especie de lagarto del género Acanthocercus, familia Agamidae, orden Squamata. Su masa corporal es de aproximadamente 77,56 g.

## Distribución
Se distribuye por Asia: Omán, Yemen y el suroeste de Arabia Saudita.

## Taxonomía
Fue descrita por Anderson en 1896.
Tratamiento taxonómico
La especie aparece registrada y publicada en A Contribution to the Herpetology of Arabia, with a preliminary list of the reptiles and batrachians of Egypt. London, R. H. Porter, 124 pp.